# 格里齊伊夫卡
50°40′7″N 32°58′15″E / 50.66861°N 32.97083°E
格里齊伊夫卡（烏克蘭語：Гриціївка），是烏克蘭北部的村莊，隸屬切爾尼希夫州的普里盧基區。該村始建於1550年，面積17.69平方公里，海拔高度118米，2001年人口348，人口密度每平方公里19.68人。